# Campeonato de España de Ciclismo en Ruta 1955
El LIV Campeonato de España de Ciclismo en Ruta se disputó en Barcelona  el 29 de junio de 1955 sobre un recorrido de 230 kilómetros.   
El ganador fue el corredor local Antonio Gelabert que se impuso en solitario en la línea de meta. José Escolano y José Serra completaron el podio.  

## Clasificación final
| Pos. | Ciclista                | Equipo                | Tiempo    |
| ---- | ----------------------- | --------------------- | --------- |
| 1.   | Antonio Gelabert        | Splendid-D'Alessandro | 6h 38'49" |
| 2.   | José Escolano           | Peña Solera           | a 1'19"   |
| 3.   | José Serra              | Splendid-d'Alessandro | m.t.      |
| 4.   | Francisco Alomar        | Peña Solera           | a 2'14"   |
| 5.   | Miguel Poblet           | RCD Español           | a 4'24"   |
| 6.   | Carmelo Morales         | Individual            | m.t.      |
| 7.   | Emilio Rodríguez Barros | Ideor                 | a 9'02"   |
| 8.   | Antonio Bertrán         | Individual            | a 11'58"  |
| 9.   | Salvador Botella        | RCD Español           | m.t.      |
| 10.  | Juan Bibiloni           | Mariotas              | m.t.      |